# ピノキオ (テレビドラマ)
『ピノキオ』（朝: 피노키오 ）は、2014年11月12日から2015年1月15日に韓国SBSで放送されたテレビドラマである。主演をイ・ジョンソク、パク・シネが務めた。
日本では、BS-TBSやテレビ大阪、TVQ九州放送などで放送された。

## キャスト

### 主要人物
キ・ハミョン／チェ・ダルポ：イ・ジョンソク
ゴンビルの亡き息子として暮らしてきた青年。優れた記憶力と明晰な頭脳を持つが、養父を気遣い、それを隠して生きてきた。記者という職業を憎んできたが、イナのため家族を奪った因縁の相手を見返すために報道記者になる。
チェ・イナ：パク・シネ
嘘をつくとしゃっくりが出る「ピノキオ症候群」。優秀な記者である母親に憧れて報道記者を目指すが、「ピノキオ症候群」のために就職活動がうまくいかない。ようやく受かった報道局では嘘がつけないため様々な試練に直面する。
ソ・ボムジョ：キム・ヨングァン
デパートを経営する財閥一族の御曹司。アドレスを間違えて自分に母親のメールを10年間送り続けていたイナに興味を持ち、彼女に会うためにに同じ報道局の試験を受けた。新人記者になってから彼の人生は大きく変化していく。
ユン・ユレ：イ・ユビ
イナとダルポの同期で良き仲間。アイドルグループの熱狂的なファンで、追っかけ時代に培った経験を活かし、様々なところから情報を集めてくる。

### 周辺人物
キ・ジェミョン：ユン・ギュンサン
ソン・チャオク：チン・ギョン
パク・ロサ：キム・ヘスク
ファン・ギョドン：イ・ピルモ

## スタッフ
- 脚本：パク・ヘリョン
- 演出：チョ・スウォン
- 制作：韓国SBS

## 賞とノミネート
| 年度 | 賞                             | カテゴリー                   | 受賞者                    | 結果       |
| ---- | ------------------------------ | ---------------------------- | ------------------------- | ---------- |
| 2014 | 第27回グリメ賞                 | 最優秀俳優賞                 | イ・ジョンソク            | 受賞       |
| 2014 | SBS演技大賞                    | 最優秀俳優賞                 | イ・ジョンソク            | ノミネート |
| 2014 | SBS演技大賞                    | 最優秀女優賞                 | パク・シネ                | 受賞       |
| 2014 | SBS演技大賞                    | トップ10スター賞             | イ・ジョンソク            | 受賞       |
| 2014 | SBS演技大賞                    | トップ10スター賞             | パク・シネ                | 受賞       |
| 2014 | SBS演技大賞                    | SBS特別賞                    | イ・ジョンソク            | 受賞       |
| 2014 | SBS演技大賞                    | ネチゼン人気賞               | イ・ジョンソク            | ノミネート |
| 2014 | SBS演技大賞                    | ネチゼン人気賞               | パク・シネ                | ノミネート |
| 2014 | SBS演技大賞                    | ベストカップル賞             | イ・ジョンソク パク・シネ | 受賞       |
| 2014 | SBS演技大賞                    | 新人賞                       | キム・ヨングァン          | 受賞       |
| 2014 | SBS演技大賞                    | 新人賞                       | イ・ユビ                  | 受賞       |
| 2015 | 第51回百想芸術大賞             | ドラマ部門最優秀女優賞       | パク・シネ                | ノミネート |
| 2015 | 第51回百想芸術大賞             | ドラマ部門人気俳優賞         | イ・ジョンソク            | 受賞       |
| 2015 | 第10回ソウル国際ドラマアワード | 傑出した韓国ドラマ           | ピノキオ                  | 受賞       |
| 2015 | 第8回コリアドラマアワード      | 最優秀俳優賞                 | イ・ジョンソク            | 受賞       |
| 2015 | 第8回コリアドラマアワード      | 最優秀女優賞                 | パク・シネ                | ノミネート |
| 2015 | 第4回APANスターアワード        | ミニシリーズ部門最優秀女優賞 | パク・シネ                | ノミネート |
| 2015 | 第4回APANスターアワード        | 最優秀子役賞                 | ナム・ダルム              | 受賞       |
| 2015 | 第4回APANスターアワード        | 最優秀ディレクター           | ジョ・スウォン            | 受賞       |
| 2015 | 第4回APANスターアワード        | 最優秀作曲賞                 | ロイ・キム                | 受賞       |